# Eusebi Pérez Martín
Eusebi Pérez Martín (Vilafranca del Penedès, 14 d'agost de 1920 - Caracas, 17 d'agost de 2007) va ser un mecànic i lluitador de la Segona República durant la Guerra Civil espanyola, deportat després al camp de concentració de Mauthausen-Gusen durant la Segona Guerra Mundial.

## Biografia
El 1936, essent encara molt jove, es va incorporar a la lluita al front d'Aragó i després va sol·licitar d'ingressar a l'aviació republicana, on va ser mecànic d'avions fins als moments finals de la guerra.
Exiliat a França, es va incorporar a la Resistència per a fer front a l'Alemanya nazi, essent destinat a una Companyia de Treballadors Estrangers a la rodalia de la ciutat de Conhac, treballant en la construcció d'un aeròdrom. El 20 d'agost de 1940 va ser un dels republicans deportats des d'Angulema al camp de concentració de Mauthausen-Gusen, on va ser registrat el 24 d'agost amb el número 3859. Va sortir en llibertat el 5 de maig de 1945, després que l'exèrcit estatunidenc alliberés el camp. Posteriorment va viure a París.
Va emigrar a Veneçuela als anys 1950, on es va establir amb la seva esposa Aurora Just, també membre de la Resistència. Cada any anava a l'antic camp de concentració amb motiu de l'aniversari de l'alliberament. L'any 2005 va ser esmentat en nombrosos mitjans de comunicació per haver abraçat efusivament el president d'Espanya José Luis Rodríguez Zapatero durant l'aniversari de l'alliberament de Mauthausen als terrenys de l'antic camp de concentració, on Pérez va parlar en representació dels republicans supervivents. Aquesta era la primera ocasió en què el govern espanyol estava representat al màxim nivell en aquest esdeveniment.